# Мэньюлайф-плаза
Мэньюлайф-плаза (Manulife Plaza, 宏利保險大廈) или Ли-гарден-уан (Lee Garden One) — 52-этажный гонконгский небоскрёб, по состоянию на 2013 год являлся 16-м по высоте зданием города. Расположен в округе Ваньчай, в районе Козуэй-Бей. Башня треугольной формы была построена японской Aoki Corporation в 1998 году в стиле модернизма на месте разрушенного отеля Lee Gardens (стоимость проекта составила 166,7 млн ам. долл.). Имеет 4 подземных этажа. Девелопером небоскрёба Мэньюлайф-плаза является компания Hysan Development. 